# KNVB Beker 1909/10
De KNVB Beker 1909/10 was de twaalfde editie van dit voetbaltoernooi.
Het tweede team van voetbalclub Quick won voor de tweede keer de Holdertbeker. Quick 2 versloeg het tweede team van HVV Den Haag met 2-0.

## Eerste ronde
| Datum            | Thuis                  | Uitslag(en) | Uit                  |
| ---------------- | ---------------------- | ----------- | -------------------- |
| 31 oktober 1909  | DFC 2                  | 5-1         | USC                  |
| 7 november 1909  | Quick (Nijmegen)       | 8-2         | Phenix               |
| 7 november 1909  | Prins Hendrik          | 5-0*        | DVS 2                |
| 7 november 1909  | VFC                    | 1-5         | AFC                  |
| 7 november 1909  | DEC                    | 4-1         | VVA                  |
| 7 november 1909  | VOC 2                  | 1-3         | DOS                  |
| 7 november 1909  | Blauw Wit 2            | 5-0*        | VOC                  |
| 7 november 1909  | EDO (Haarlem)          | 5-0*        | Hercules (Enschede)  |
| 7 november 1909  | Xerxes                 | 1-0         | Amstel               |
| 7 november 1909  | RFC                    | 4-0         | AVV (Amsterdam)      |
| 7 november 1909  | ODO                    | 2-0         | AFC 2                |
| 7 november 1909  | Kampong                | 5-2         | Ajax (Amsterdam)     |
| 7 november 1909  | HBS 2                  | 4-3         | Neptunus 2           |
| 7 november 1909  | Heracles               | 1-6         | HVV 2                |
| 7 november 1909  | Go Ahead               | 8-0         | DOSB                 |
| 7 november 1909  | Velocitas (Breda) 2    | 3-1         | Frisia               |
| 7 november 1909  | Neptunus               | 5-1         | Forward (Groningen)  |
| 7 november 1909  | Blauw Wit              | 3-0         | DVV (Den Haag)       |
| 7 november 1909  | Quick (Den Haag) 2     | 7-2         | DVS                  |
| 7 november 1909  | PW                     | 7-1         | Biltsche VC          |
| 7 november 1909  | UVV                    | 5-0*        | Be Quick (Groningen) |
| 7 november 1909  | Concordia (Delft)      | 9-1         | MVVO                 |
| 7 november 1909  | Ajax (Amsterdam) 2     | 1-2         | Alcmaria Victrix     |
| 7 november 1909  | Neerlandia             | 2-0**       | Concordia (Delft) 2  |
| 14 november 1909 | Neerlandia             | 3-1         | Concordia (Delft) 2  |
| 7 november 1909  | VVA 2                  | 0-1         | EDO (Haarlem) 2      |
| 7 november 1909  | Hercules (Utrecht) 2   | 1-2         | Haarlem 2            |
| 7 november 1909  | Tubantia               | 9-0         | EVV (Enschede)       |
| 7 november 1909  | RAP                    | 12-0        | Helmond              |
| 7 november 1909  | Concordia (Roosendaal) | 0-3         | Volharding           |
| 7 november 1909  | VUC                    | 4-0         | HFC 2                |
| 7 november 1909  | Verwisseling           | 0-8         | ZAC                  |
| 7 november 1909  | DEC 2                  | 2-3         | Sparta 2             |
| 7 november 1909  | Victoria (Hilversum)   | 5-0*        | Zeelandia            |

* reglementair. Be Quick (Groningen), DVS 2, Hercules (Enschede), VOC en Zeelandia trekken zich terug.

** gestaakt i.v.m. onbespeelbaar veld.

## Tussenronde
| Datum            | Thuis | Uitslag(en) | Uit              |
| ---------------- | ----- | ----------- | ---------------- |
| 14 november 1908 | RFC   | 5-0         | Alcmaria Victrix |

* reglementair. Alcmaria Victrix trekt zich terug.

## Tweede ronde
| Datum            | Thuis               | Uitslag(en) | Uit                  |
| ---------------- | ------------------- | ----------- | -------------------- |
| 5 december 1909  | ZAC                 | 1-4         | Neptunus             |
| 5 december 1909  | Haarlem 2           | 5-0*        | Prins Hendrik        |
| 5 december 1909  | Quick (Den Haag) 2  | 3-1         | Blauw Wit            |
| 5 december 1909  | Quick (Nijmegen)    | 2-0         | Kampong              |
| 5 december 1909  | PW                  | 5-0*        | RFC                  |
| 19 december 1909 | DEC                 | 1-0 nv      | Blauw Wit 2          |
| 6 februari 1910  | DFC 2               | 0-5*        | Volharding           |
| 6 februari 1910  | HVV 2               | 8-3         | Tubantia             |
| 6 februari 1910  | EDO (Haarlem) 2     | 1-2         | Xerxes               |
| 6 februari 1910  | DOS                 | 3-1         | Go Ahead             |
| 6 februari 1910  | HBS 2               | 6-1         | EDO (Haarlem)        |
| 13 februari 1910 | Velocitas (Breda) 2 | 0-1         | AFC                  |
| 20 maart 1910    | Neerlandia          | 5-0*        | VUC                  |
| 28 maart 1910    | Sparta 2            | 0-2         | ODO                  |
| 3 april 1910     | UVV                 | 2-1         | Victoria (Hilversum) |
| 17 april 1910    | Concordia (Delft)   | 1-3         | RAP                  |

* reglementair. DFC 2, Prins Hendrik, RFC en VUC trekken zich terug.

## Derde ronde
| Datum         | Thuis              | Uitslag(en) | Uit              | Speelstad             |
| ------------- | ------------------ | ----------- | ---------------- | --------------------- |
| 10 april 1910 | UVV                | 3-4         | Neptunus         |                       |
| 10 april 1910 | Quick (Den Haag) 2 | 2-1         | HBS 2            | Den Haag, terrein HBS |
| 10 april 1910 | DEC                | 4-1         | Quick (Nijmegen) |                       |
| 10 april 1910 | Volharding         | 1-3         | HVV 2            |                       |
| 10 april 1910 | DOS                | 2-1         | Neerlandia       |                       |
| 24 april 1910 | ODO                | 1-1 nv      | AFC              |                       |
| 24 april 1910 | AFC                | 1-0 nv      | ODO              |                       |
| 17 april 1910 | Xerxes             | 5-0*        | PW               |                       |
| 24 april 1910 | Haarlem 2          | 5-1         | RAP              |                       |

* reglementair. PW trekt zich terug.

## Vierde ronde
| Datum         | Thuis              | Uitslag(en) | Uit       |
| ------------- | ------------------ | ----------- | --------- |
| 24 april 1910 | Quick (Den Haag) 2 | 10-0        | Neptunus  |
| 24 april 1910 | DEC                | 3-0*        | Xerxes    |
| 1 mei 1910    | DEC                | 2-1         | Xerxes    |
| 1 mei 1910    | HVV 2              | 4-3         | Haarlem 2 |
| 1 mei 1910    | AFC                | 6-1         | DOS       |

* ongeldig verklaard na protest Xerxes.

## Halve finales
| Datum      | Thuis | Uitslag(en) | Uit                | Speelstad               |
| ---------- | ----- | ----------- | ------------------ | ----------------------- |
| 5 mei 1910 | DEC   | 2-3         | HVV 2              | Leiden, terrein Ajax    |
| 8 mei 1910 | AFC   | 4-5         | Quick (Den Haag) 2 | Den Haag, terrein Quick |

## Finale
| Datum       | Winnaar | #beker | Uitslag | Finalist           |                          |
| ----------- | ------- | ------ | ------- | ------------------ | ------------------------ |
| 15 mei 1910 | Quick 2 | 2      | 2-0     | HVV Den Haag 2 (4) | Delft, terrein Concordia |